# Mittitjärnen (Bjurholms socken, Ångermanland)
Mittitjärnen är en sjö i Bjurholms kommun i Ångermanland och ingår i Öreälvens huvudavrinningsområde.